# Partes interesadas
En un proyecto, las partes interesadas son cualquier individuo, grupo u organización que forme parte o se vea afectado por el mismo, obteniendo algún beneficio o perjuicio. Cada organización tiene sus partes interesadas, también conocidas como grupos de interés o públicos de interés. A menudo se adopta directamente el término inglés stakeholder.
Cada una de las partes interesadas pueden influir en el proyecto, ya sea de forma directa o indirecta. Por ejemplo, una de las partes interesadas es el cliente.
En un proyecto se diferencia entre partes interesadas activas y pasivas. Las activas son aquellas que trabajan directamente en el proyecto (ej. miembros del equipo) y que se ven directamente influenciados (ej. clientes, proveedores...). Normalmente se subdividen las partes interesadas activas de la siguiente forma:
- Director de proyecto
- Personal del proyecto
- Clientes
- Promotor
- Patrocinador

Las partes interesadas pasivas, solo se ven afectadas de forma indirecta de la gestión de proyectos y de sus consecuencias (ej. grupos de interés, gente que vive cerca de un proyecto en construcción, familiares, etc).
La diferenciación entre partes interesadas activas y pasivas sirve a la estructuración y apoya al proceso de análisis y al proceso de identificación.
Algunos factores importantes son su fuerza (poder de influencia) y su enfoque (posición). Por último desarrollará una estrategia acorde a las partes interesadas más importantes, de manera que sepa aproximadamente como éstos tenderán a responder, y así poder ganar su confianza y su apoyo. Para ello es posible realizar un mapa de partes interesadas.
1. Identificación de las partes interesadas, especialmente aquellas más relevantes
2. Dar prioridad a las partes interesadas utilizando algún método de evaluación de las partes interesadas.[5]
3. Estudio de las relaciones y la influencia de cada parte sobre el proyecto
4. Estudio de las claves, requisitos e intereses de cada grupo
5. Entender las perspectivas de los interesados.[5]
6. Incorporar la perspectiva de los interesados en el diseño.[5]

Este procedimiento también puede ser útil en el caso de la creación de nuevas empresas.
El resultado del análisis de las partes interesadas es la base para el plan de comunicación.
Según la publicación Managing Successfull Programmes de la Oficina Gubernamental de Comercio del Reino Unido este prodecimiento conlleva seis fases:
1. Identificación de las partes interesadas (¿quién?), pudiendo agruparlas según características comunes, para dirigirnos a ellas de una manera más eficiente.
2. Creación y análisis de perfiles de las partes interesadas (¿qué?), comprender sus influencias, intereses y actitudes hacia el proyecto, y la importancia y el poder de cada parte interesada.
3. Definición de la estrategia para la participación de las partes interesadas (¿cómo?), definir la manera en que el proyecto pueda aumentar el compromiso con las diferentes partes interesadas.
4. Planificación del compromiso (¿cuándo?), definir los métodos y la oportunidad de las comunicaciones.
5. Compromiso de las partes interesadas (hacer), concretar la participación y las comunicaciones planificadas.
6. Medición de la efectividad (resultados), comprobar la efectividad de la participación[7]

## Gestión de las partes interesadas
Una buena gestión de las partes interesadas es la clave para garantizar el éxito de cualquier proyecto. Para ello, una vez identificados los stakeholders, deberán ser gestionados en cada fase del proyecto. En primer lugar es importante hacerles partícipes del alcance del proyecto, identificando posibles soluciones al problema de organización que supone el mismo. A medida que avanza el proyecto, es importante elaborar una estrategia y un plan de comunicación que identifique cómo, cuándo y qué comunicar a cada grupo de interesados. Parte de esto implica la presentación de informes del proyecto, que variarán en contenido y en nivel de detalle para cada grupo.
En cada proyecto habrá diferentes interesados que a su vez querrán resultados que pueden ser muy distintos de un mismo proyecto. Una parte vital de la gestión de los interesados es la gestión de estas expectativas de la competencia desde la fase inicial hasta la implementación final. Por último, en la fase de evaluación del proyecto, hay que averiguar a través de los grupos de interés si el proyecto ha cumplido con sus necesidades y expectativas.
Como herramienta para administrar las partes interesadas, los directores de proyecto pueden desarrollar redes internas y externas, tanto formales como informales, entre los asociados al proyecto (por ejemplo: empresas, agencias, administradores, expertos, empleados y líderes de opinión).
Otra herramienta para que el proyecto funcione como un conjunto y lleve a éste hacia los objetivos marcados y al éxito debe existir una estrategia de gestión de la comunicación, la cual contiene una descripción de los medios utilizados e intervalos de la comunicación a las diferentes partes, tanto externas como internas del proyecto. Debe existir por tanto un flujo de información controlado y bidireccional, además de estar siempre documentado para que pueda ser medible y pueda aportar unos resultados, siendo el director de proyecto el encargado de realizar dicha documentación.

## Métrica de la gestión de las partes interesadas
Para medir la capacidad que tiene el director de proyecto en gestionar las partes interesadas, deberemos evaluar distintos factores. Uno de ellos es la capacidad de detectar quienes son las partes interesadas más importantes del proyecto estableciendo un orden de relevancia y la capacidad comunicación, negociación y motivación de las mismas, tratando de unificar los distintos intereses en un interés común. Además es importante la capacidad de gestión de los recursos disponibles de la forma más eficiente posible de tal manera que se alcancen los intereses de la mayoría y en consecuencia el éxito del proyecto.
Habitualmente los directores de proyecto cuentan con un poder formal reducido respecto a las partes interesadas externas a la organización del proyecto, por ello cobra especial importancia la relación y la comunicación que ha de mantener con ellos y con otros posibles futuros interesados o afectados. Para alcanzarlo tienen que prestar especial atención a aspectos de comunicación para poder ejercer la mayor influencia positiva sobre estos.
La gestión de las partes interesadas es una variable que raramente ha sido cuantificada. Algunas mediciones han sido hechas a través del índice Kinder, Lyndenburg, Domini (KLD), un índice usado para medir el rendimiento social corporativo.

## Método del círculo de partes interesadas
Para una buena gestión de las partes interesadas resulta fundamental entender y tener en cuenta cada una de las direcciones de influencia: delante, detrás, arriba, abajo, dentro, fuera, y los lados.
Una gestión hacia delante, implica la planificación y la previsión del futuro, mientras que hacia atrás implica un desarrollo y una manutención apropiada del sistema de control, teniendo en cuenta datos históricos y el know how acumulado. La gestión hacia arriba implica mantener una relación estable con los directivos más experimentados, especialmente aquellos cuya experiencia y cuyo apoyo resulta importante para el éxito del proyecto, mientras que la gestión hacia abajo implica la gestión y motivación del equipo. La gestión hacia adentro es aquella que tiene en cuenta el feedback de las partes interesadas sobre los problemas del proyecto, mientras que la gestión lateral es aquella que atiende a todos los colaboradores y personas en torno al director del proyecto. Finalmente la gestión hacia afuera sería aquella que atiende a las necesidades de todas las partes interesadas externas al proyecto.

## Evaluación de las partes interesadas
Para identificar una lista entendible de las partes interesadas, el equipo de proyecto debe evaluar las partes interesadas en función de su influencia en el resultado del proyecto es decir, su interés y sus actitudes hacia el proyecto.
El equipo puede aplicar evaluaciones numéricas o simplemente puede ponderar cada uno como alto, medio o bajo para la influencia e interés de la parte interesada.
Para las actitudes, el equipo puede identificar si las partes interesadas toman parte (+), son neutrales (0) o son detractores (-).
El equipo puede usar estas valoraciones para el análisis graficando cada parte interesada en una matriz 2×2. Las partes interesadas en el cuadrante superior derecho tendrán más interés en el proyecto y posee el mayor poder de influencia en el resultado del proyecto.
Se debe usar este abordaje de la evaluación para comprometer a los que apoyan al proyecto. Los que apoyan son los partidarios con alta influencia y se interesan en el proyecto.
Esta evaluación de las partes interesadas no se debe hacer solo durante el planteamiento del proyecto sino periódicamente lo largo de la vida de éste.
Otra opción es obtener la información mediante una serie de charlas o reuniones informales con una muestra representativa del personal, los dirigentes elegidos, los miembros ordinarios y los clientes, o bien en una serie de talleres o reuniones de grupos más grandes. La lista siguiente indica los aspectos principales que deben abordar sus preguntas:
- Tipo de información suministrada: el tipo de información que reciben actualmente de la organización.
- Exactitud: el grado de utilidad y exactitud de la información suministrada. Si no están satisfechos, averigüe los motivos.
- Puntualidad: el grado de puntualidad y frecuencia con que se recibe la información. Si no están satisfechos, averigüe los motivos.
- Información adicional: otras necesidades de información que consideran que debería satisfacer la organización.
- Necesidades prioritarias de las partes interesadas: de las necesidades de información actuales y adicionales anteriores, determine cuáles consideran más importantes.[12]